# Legalize the Premier
Legalize the Premier è un singolo del rapper italiano Caparezza, pubblicato il 5 agosto 2011 come terzo estratto dal quinto album in studio Il sogno eretico.

## Descrizione
Dodicesima traccia dell'album, Legalize the Premier è un brano political reggae eseguito in duetto con il cantante Alborosie. Secondo Caparezza, il brano parla di un «seme che è stato inoculato nel sistema politico italiano», per cui chi raggiunge il vertice della scala politica sa che può «modificare le leggi a proprio piacimento, a proprio uso e consumo», ad esempio «per depenalizzare reati che lo riguardano».
Questo atteggiamento, secondo il cantautore, «da quindici anni a questa parte ha fatto crescere una nuova generazione di politici che ora sanno che si può fare, spesso alla luce del sole». Il pezzo non è quindi dedicato esclusivamente all'allora Presidente del Consiglio Silvio Berlusconi, ma anche a tutti coloro che verranno dopo, «perché una volta che hai asfaltato una strada ci possono passare tutti».

## Video musicale
Il video, diretto e prodotto da Roberto Tafuro, è stato pubblicato il 25 luglio 2011 attraverso il canale YouTube di Caparezza.

## Formazione
Musicisti
- Caparezza – voce
- Alborosie – voce
- Alfredo Ferrero – chitarra, sitar, Hughes & Kettner Coreblade
- Giovanni Astorino – basso elettrico, violoncello, direzione orchestra
- Gaetano Camporeale – Rhodes, Wurlitzer, Hammond
- Rino Corrieri – batteria acustica
- Giuliano Teofrasto – tromba, flicorno
- Damiano Tritto – trombone
- Serena Capuano – viola
- Alessandro Terlizzi – contrabbasso

Produzione
- Carlo U. Rossi – produzione artistica, registrazione
- Caparezza – produzione artistica, pre-produzione
- Claudio Ongaro – produzione esecutiva
- Alfredo Ferrero, Gaetano Camporeale – pre-produzione
- Francesco Aiella – assistenza tecnica agli International Sound
- Antonio Baglio – mastering

## Classifiche
| Classifica (2011) | Posizione massima |
| ----------------- | ----------------- |
| Italia            | 34                |